# Jurij Apyszkow
Jurij Gieorgijewicz Apyszkow, ros. Юрий Георгиевич Апышков (ur. 12 kwietnia 1902 w Sankt Petersburgu, zm. 26 kwietnia 1989 w Nowym Jorku) – rosyjski wojskowy, emigracyjny działacz prawosławny, żołnierz Armii Polskiej w ZSRR, a następnie 1 Dywizji Pancernej podczas II wojny światowej.
Ukończył 1 korpus kadetów. W 1918 r. wstąpił do wojsk Białych gen. Nikołaja N. Judenicza. Po ich klęsce na pocz. stycznia 1920 r., przyjechał do Polski. Służył w 3 Armii Rosyjskiej. W 1924 r. zamieszkał w Pińsku, gdzie pracował w sekretariacie miejscowego arcybiskupa prawosławnego (ówcześnie jeszcze w jurysdykcji rosyjskiej). W 1940 r. podczas próby przejścia do niemieckiej strefy okupacyjnej Polski został schwytany przez wojska pograniczne. Po procesie skazano go na karę 6 lat łagrów. W 1942 r. wypuszczono go na wolność jako obywatela polskiego, po czym wstąpił do Armii Polskiej w ZSRR gen. Władysława Andersa. Po jej ewakuacji do Iranu trafił do Kairu, skąd przewieziono go do Wielkiej Brytanii. Dostał przydział do artylerii dywizyjnej 1 Dywizji Pancernej gen. Stanisława Maczka, w szeregach której przeszedł szlak bojowy od Normandii do północnych Niemiec. W 1947 r. wraz z wojskami polskimi powrócił do Wielkiej Brytanii, gdzie został zdemobilizowany. W 1951 r. wyjechał do USA. Zamieszkał w Nowym Jorku, angażując się w działalność emigracji rosyjskiej. W parafii przy cerkwi Zaśnięcia Matki Bożej pełnił funkcję skarbnika. Współpracował z redakcją pisma „Kadietskaja pieriekliczka”.